# Porte d'Ayguières
La porte d'Ayguières est une porte située à Riez, dans le département français des Alpes-de-Haute-Provence, en France.

## Historique
L'édifice est classé au titre des monuments historiques en 1921.